# Jean-Marc Guillou
Jean-Marc Guillou (20 de desembre de 1945) és un exfutbolista francès i entrenador.

## Selecció de França
Va formar part de l'equip francès a la Copa del Món de 1978.